# باربرا سوكوا
باربرا سوكوا (بالألمانية: Barbara Sukowa )‏ (و. 1950  م) هي مغنية، وممثلة مسرحية، وممثلة أفلام ألمانية، ولدت في بريمن.

## جوائز
حصلت على جوائز منها:
- وسام الاستحقاق البافاري.

## وصلات خارجية
- باربرا سوكوا على موقع IMDb (الإنجليزية)
- باربرا سوكوا على موقع روتن توميتوز (الإنجليزية)
- باربرا سوكوا على موقع مونزينجر (الألمانية)
- باربرا سوكوا على موقع قاعدة بيانات الأفلام العربية
- باربرا سوكوا على موقع ألو سيني (الفرنسية)
- باربرا سوكوا على موقع ميوزك برينز (الإنجليزية)
- باربرا سوكوا على موقع أول موفي (الإنجليزية)
- باربرا سوكوا على موقع قاعدة بيانات الأفلام السويدية (السويدية)
- باربرا سوكوا على موقع أول ميوزيك (الإنجليزية)
- باربرا سوكوا على موقع ديسكوغز (الإنجليزية)